# Шахматы в Испании
Шахматы в Испании
В ФИДЕ с 1928.
Предположительно, первая европейская страна, куда арабы, завоевавшие в начале VIII века Пиренейский полуостров, завезли шахматы в виде шатранджа. После изгнания арабов (середина XIII века) игра в шахматы не была предана забвению, а получила дальнейшее распространение. Видным памятником средних-веков шахматной литературы является трактат Альфонса Мудрого (1283). Появление «Книги об изобретательности и искусстве игры в шахматы» (1561) Р. Лопеса — вершина господства испанских шахмат в Европе. Кульминацией расцвета испанских шахмат стало состязание сильнейших шахматистов Испании и Италии при дворе испанского короля Филиппа II (см. Мадридский турнир 1575). В турнире участвовали два испанских шахматиста Альфонсо Серон и Руй Лопес де Сегура, они уступили итальянцам. В дальнейшем в развитии испанских шахмат наблюдался период длительного спада, который продолжался до начала XX века. Первый национальный чемпионат проведён в 1902; победитель — М. Гольмайо (1883—1973). В 1911 и 1912 состоялись крупные международные турниры в Сан-Себастьяне, которые стали заметными вехами в истории мировых шахмат Сильным шахматистом, представлявшим Испанию в ряде международных турниров и на олимпиадах, был В. Марин, который выдвинулся также как крупный шахматный композитор. 
В 1927 в Барселоне создана национальная шахматная федерация, там же был основан первый постоянный шахматный журнал «Эскакс а Каталунья» («Els escacs a Catalunya»); издавался в 1927—1938. Все предшествовавшие периодические шахматные издания, в том числе журнал «Ахедрес» («El ajedrez»), выходивший в Барселоне в 1862—1864, оказывались недолговечными. Испанские шахматисты выступали на олимпиадах в 1927—1931. С 1930 национальные чемпионаты стали проводиться чаще, с 1942 — ежегодно. Сильнейшим испанским шахматистом в 1930-х — начале 1940-х годов был Рамон Рей — победитель национальных чемпионатов 1930, 1933, 1935 и 1942. Затем лидерство перешло к А. Медине — 7-кратному чемпиону страны (1944—1964), в 1950—1960-х годах — к Ф. Пересу — 4-кратному (1946—1960) и А. Помару — 5-кратному чемпиону страны (1950—1966). Двукратными чемпионами страны были Р. Торан (1951 и 1953) и X. Диес дель Корраль (1955 и 1965). 
В 1958 испанские шахматисты возобновили выступления на олимпиадах; лучшие результаты — 9-е место (1976 и 1978). В связи со сменой поколений олимпийские результаты испанских шахматистов снизились, в 1980-х годах они занимали места на олимпиадах преимущественно в третьей десятке. С 1974 в олимпиадах регулярно участвует женская команда Испании; наиболее успешные выступления — 1976 (3-е место) и 1978 (6-е). Лидер испанских шахматисток Н. Гарсия получила известность на международной арене. В Испании состоялся ряд крупных международных соревнований ФИДЕ: чемпионат мира среди юношей (Барселона, 1965), межзональный турнир (Пальма на о. Мальорка, 1970), женские межзональные турниры (о. Менорка, 1973; Аликанте, 1979), ряд претендентских матчей, матч на первенство мира Каспаров — Карпов (Севилья, 1987), 36-я Шахматная олимпиада (Кальвия, 2004), Шахматный турнир Бильбао (Бильбао, 2008, 2009, 2010 и 2012), Сан-Себастьян 2009, Турнир претендентов по шахматам 2022 (Мадрид) и другие. 
Национальная шахматная федерация объединяет 5 международных гроссмейстеров (Помар, Диес дель Корраль, X. Беллон, Хосе Фернандес и М. Ривас), 17 международных мастеров среди мужчин и 3 среди женщин, 4 международных мастеров в игре по переписке среди мужчин и 1 — среди женщин (1987). Официальный шахматный орган — журнал «Ахедрес эспаньоль» («Ajedrez español»); выходит с 1943. 